# Divorcé malgré lui
Pour plus de détails, voir Fiche technique et Distribution.

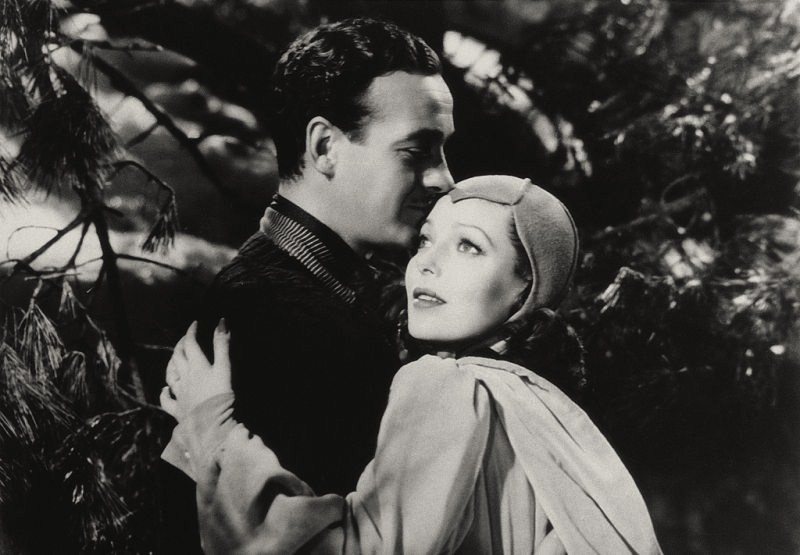
David Niven et Loretta Young

Divorcé malgré lui (Eternally Yours) est un  film américain réalisé par Tay Garnett, sorti en 1939.

## Synopsis
Peu avant son mariage prévu avec Don Barnes, Anita se rend à un spectacle en matinée du Grand Arturo, un magicien. Ils ont le coup de foudre l'un pour l'autre lorsqu'il la fait monter sur scène pour un de ses numéros. Un an et demi après, Anita a épousé Arturo, de son vrai nom Tony Halstead, et est même devenue son assistante. Lorsque Gloria, une de ses amies, lui rend visite à Londres, Anita admet qu'elle commence à être fatiguée de cette vie de voyages autour du monde, et aimerait bien vivre en famille en Amérique. Mais Tony, même s'il aime beaucoup Anita, veut que son mariage soit extraordinaire et ne veut pas s'installer « comme les autres gens ».

## Fiche technique
- Titre original : Eternally Yours
- Titre français : Divorcé malgré lui
- Réalisation : Tay Garnett
- Scénario : Gene Towne (en) et Charles Graham Baker
- Direction artistique : Alexander Golitzen
- Décors : Julia Heron
- Costumes : Travis Banton et Irene pour Loretta Young
- Photographie : Merritt B. Gerstad
- Son : Fred Lau
- Montage : Otho Lovering et Dorothy Spencer
- Musique : Werner Janssen
- Production : Tay Garnett
- Production déléguée : Walter Wanger
- Société de production : Walter Wanger Productions
- Société de distribution : United Artists
- Pays de production :  États-Unis
- Langue : anglais
- Format : Noir et blanc — 35 mm — 1,37:1 —  Son : Mono (Western Electric Sound System)
- Genre : Comédie
- Durée : 95 minutes
- Dates de sortie : 
  - États-Unis : 7 octobre 1939 (New York)
  - France : 10 avril 1940
- Licence : Domaine public

## Distribution
- Loretta Young : Anita
- David Niven : Tony
- Hugh Herbert : Benton
- Billie Burke : Tante Abby
- C. Aubrey Smith : Gramps
- Raymond Walburn : M. Bingham
- Zasu Pitts : Mme Bingham
- Broderick Crawford : Don
- Virginia Field : Lola De Vere
- Eve Arden : Gloria
- Ralph Graves : M. Morrisey
- Lionel Pape : M. Howard
- Fred Keating : le maître de cérémonie

Et, parmi les acteurs non crédités :
- Granville Bates : le capitaine du navire
- Hillary Brooke : une jeune femme blonde sur scène
- Dennie Moore : une serveuse
- Walter Sande : Ralph, le mari de Gloria
- Edwin Stanley : l'avocat Jones
- Douglas Wood : Phillips

## Chanson du film
- "Eternally Yours" : paroles de L. Wolfe Gilbert (en), musique de Werner Janssen

## Nomination
- Oscars 1940 : Werner Janssen pour l'Oscar de la meilleure musique originale